# Ausgleichung nach vermittelnden Beobachtungen
Als Ausgleichung nach vermittelnden Beobachtungen oder in Kurzform vermittelnde Ausgleichung werden Verfahren der Ausgleichsrechnung bezeichnet, bei der die gesuchten Größen (Unbekannten) nicht direkt gemessen werden können, sondern jede einzelne Beobachtung eine Funktion dieser Unbekannten ist.
Wenn die Anzahl der Beobachtungen n größer ist als die der Unbekannten u, ist das Problem überbestimmt mit der Redundanz n-u, und die unbekannten Parameter werden so bestimmt, dass die Residuenquadratsumme minimal ist.
Es wird für jede Messung eine Beobachtungsgleichung aufgestellt, welche die gesuchten Größen (Unbekannten) als Parameter enthält. Im Allgemeinen ist der funktionale Zusammenhang nichtlinear, so dass eine Näherungslösung bestimmt und die Beobachtungsgleichungen linearisiert werden müssen. Die Bestimmung der Unbekannten erfolgt durch Inversion eines Systems linearer Normalengleichungen, das sich aus der Minimumsbedingung der Residuen ergibt und die Dimension u × u hat. Als Ergebnis erhält man Zuschläge auf die Näherungslösung, mit denen diese verbessert werden kann. Die Schritte der Linearisierung, Lösung der Normalgleichungen und Verbesserung der Näherungswerte werden so oft wiederholt, bis die Zuschläge klein genug im Verhältnis zur Genauigkeit der Parameter sind (Iteration).

## Beispiel
Zwischen zwei Punkten P1, P2 eines Vermessungsnetzes am Erdellipsoid sollen die Verbesserungsgleichungen für die gemessene Strecken- bzw. Bogenlänge S und die Azimute A1, A2 abgeleitet werden. Die geografischen Breiten/Längen der Punkte seien B1, B2, L1, L2, die Normalkrümmungsradien des Ellipsoids M1, M2, N1, N2. Die Änderung der Bogenlänge S durch differentielle Koordinatenänderungen dB, dL ist dann (nach B. Heck, Kapitel 8.2)
dS = −cosA1 M1 dB1 − sinA1 N1 cosB1 dL1 + cosA2 M2 dB2 + sinA2 N2 cosB2 dL2.
Nennt man die Nord-Süd- bzw. Ost-West-Punktverschiebungen als neue Unbekannte
dxi = Mi dBi , dyi = Ni cosBi dLi
und rechnet man aus Näherungskoordinaten von P1, P2 die genäherte Bogenlänge S° bzw. das Azimut A°1, so erhält man die Verbesserungsgleichung der Bogenlänge
vS = −cosA1 dx1 − sinA1 dy1 + cosA2 dx2 + sinA2 dy2 − (S − S°),
worin nunmehr die Differenz S − S° als Beobachtung zu verstehen ist. Analog erhält man die Verbesserungsgleichung für das gemessene Azimut von P1 nach P2 zu
vA1 = (sinA1 dx1 − cosA1 dy1 − sinA2 dx2 + cosA2 dy2) / S° − (A1 − A°1).
Aus den Koeffizienten der dx, dy der Verbesserungsgleichungen aller Beobachtungen wird anschließend die quadratische Normalgleichungsmatrix gebildet, deren Inversion zuletzt die gesuchten Koordinatenänderungen dx, dy aller Punkte ergibt. Zu den Näherungskoordinaten addiert, folgen die endgültigen Koordinaten der Messpunkte.